# Ocotea eggersiana
Ocotea eggersiana är en lagerväxtart som beskrevs av Carl Christian Mez. Ocotea eggersiana ingår i släktet Ocotea och familjen lagerväxter. Inga underarter finns listade i Catalogue of Life.